# 藤原諸姉
藤原 諸姉（ふじわら の もろあね / もろね、生年不詳 - 延暦5年6月29日（786年7月29日））は、奈良時代後期の女官。藤原式家良継の娘で、藤原百川の妻。姓は朝臣。官位は従三位・尚縫（贈正一位）。

## 生涯
神護景雲3年（769年）10月に称徳天皇の由義宮行幸に伴奉し、無位から従五位下に叙され、内命婦となる。宝亀元年（770年）に光仁天皇が即位すると天皇擁立に関わった父の藤原良継及び夫の藤原百川の関係で、式家の政治権力が大きくなり、それを背景に昇進していく。宝亀2年（771年）11月、藤原人数・因幡国造浄成女とともに、従五位上、同5年（774年）、新城宮（楊梅宮）の別当として、従五位上から正五位下に昇叙。翌宝亀6年（775年）、さらに正五位上になる。宝亀8年（777年）、従四位下に進む。同年、父の良継を失い、宝亀10年（779年）には夫の百川と死別するも、桓武朝でも引き続き重用され、天応元年（781年）11月従四位上、延暦2年（783年）2月、正四位下に上り、後宮での権力を握った。尚縫は正四位が相当位であるため、この頃に就任したものと推定される。延暦5年（786年）には紀宮子・橘真都我とともに従三位に昇り、同月には娘の旅子が天皇の夫人に立てられ、後宮での位が頂点に達したかに見えたが、同年6月に薨去。
弘仁14年（823年）淳和天皇が即位すると、外祖母として正一位を追贈された。

## 官歴
『六国史』による
- 神護景雲3年（769年）10月30日：従五位下
- 宝亀2年（771年）11月28日：従五位上
- 宝亀5年（774年）8月18日：新城宮別当・正五位下
- 宝亀6年（775年）7月26日：正五位上
- 宝亀8年（777年）正月10日：従四位下
- 天応元年（781年）11月16日：従四位上
- 時期不詳：尚縫
- 延暦2年（783年）2月5日：正四位下
- 延暦5年（786年）正月14日：従三位、6月29日：薨去
- 弘仁14年（823年）：贈正一位

## 系譜
- 父：藤原良継
- 母：不詳
- 夫：藤原百川
  - 女子：藤原旅子
  - 女子：藤原帯子

旅子は桓武天皇の夫人となり大伴親王（後の淳和天皇）を生み、没後贈皇太后とされ、帯子は没後平城天皇の贈皇后になった。